# Barandales de San José
Barandales de San José är en ort i Mexiko.   Den ligger i kommunen Aguascalientes och delstaten Aguascalientes, i den centrala delen av landet, 400 km nordväst om huvudstaden Mexico City. Barandales de San José ligger 1 849 meter över havet och antalet invånare är 215.
Terrängen runt Barandales de San José är huvudsakligen platt, men västerut är den kuperad. Runt Barandales de San José är det tätbefolkat, med 459 invånare per kvadratkilometer. Närmaste större samhälle är Aguascalientes, 5,9 km nordost om Barandales de San José. Trakten runt Barandales de San José består till största delen av jordbruksmark.